# Сан-Лоренцелло
Сан-Лоренцелло (італ. San Lorenzello) — муніципалітет в Італії, у регіоні Кампанія,  провінція Беневенто.
Сан-Лоренцелло розташований на відстані близько 185 км на схід від Рима, 55 км на північний схід від Неаполя, 26 км на північний захід від Беневенто.
Населення — 2243 особи (2014).

## Демографія
Населення за роками:

Станом на 1 січня 2023 року в муніципалітеті офіційно проживало 77 іноземців з 16 країн, серед них 31 громадянин країн Євросоюзу та 5 громадян України.

## Сусідні муніципалітети
- Кастельвенере
- Черрето-Санніта
- Кузано-Мутрі
- Файккіо
- Гуардія-Санфрамонді
- Сан-Сальваторе-Телезіно